# Schistochlamys ruficapillus
El tangara canela (Schistochlamys ruficapillus), también denominadado frutero canela o canelo (en Argentina y Paraguay), es una especie de ave paseriforme de la familia Thraupidae, una de las dos pertenecientes al género Schistochlamys. Es nativa del centro oriental de América del Sur.

## Distribución y hábitat
Se distribuye desde el noreste de Brasil (del sur de Pará y centro de Maranhão hacia el sur hasta Santa Catarina), este de Paraguay y ocasionalmente hasta el extremo noreste de Argentina (Misiones).
Esta especie es considerada de poco común a localmente bastante común en sus hábitats naturales: los cerrados o sabanas, caatingas, campos con arbustos bajos, con frecuencia en áreas bastante abiertas, en bordes de bosques y en jardines. Principalmente hasta los 1200 m, pero localmente hasta una altitud de 2050 m.

## Descripción
Mide 18 cm de longitud y pesa 38 g. La corona, la garganta, el pecho, la parte superior del vientre y el crísum son de color canela. El vientre es gris y blanco. Presenta una máscara negra en la cara. La nuca y el plumaje del dorso son de color azul grisáceo. El pico, un tanto robusto, es grisáceo con la punta negra. El joven presenta colorido semejante pero más apagado, con el canela y el negro más atenuados.

## Comportamiento
Vive solo o en pareja e acostumbra posar en locales expuestos y bien visibles, en lo alto de arbustos y árboles bajos. No se asocia a bandadas mixtas. Es migratoria.

### Alimentación
Se alimenta principalmente de semillas y frutos. También de insectos.

### Reproducción
La hembra pone dos o tres huevos, que incuba por 13 días. Los polluelos abandonan el nido 35 a 40 días después de nacer.

### Vocalización
En general es silencioso; al cantar, repite una frase corta y musical, en general mientras está en una percha expuesta.

## Sistemática

### Descripción original
La especie S. ruficapillus fue descrita por primera vez por el ornitólogo francés Louis Pierre Vieillot en 1817 bajo el nombre científico Saltator ruficapillus; la localidad tipo es: «Río de Janeiro, Brasil».

### Etimología
El nombre genérico femenino «Schistochlamys» se compone de la palabra latina «schistus: pizarra y de la palabra griega «khlamus»: manto, capa; en referencia al dorso gris de las especies; y el nombre de la especie «ruficapillus», se compone de las palabras latinas «rufus»: rojo, rojizo, y «capillus»: de gorra.

### Taxonomía
Los estudios morfológicos de Lopes & Gonzaga (2014) demostraron que las variaciones geográficas de coloración de plumaje, a pesar de substancial, no está relacionada con la variación del tamaño; por lo tanto, dado el gran número de especímenes intermediarios entre las tres subespecies propuestas, propusieron considerar a la presente especie como monotípica pero altamente variable. Esta propuesta fue seguida por varias otras clasificaciones, como Clements Checklist/eBird.
Los amplios estudios filogenéticos de Burns et al. (2014) demuestran que el presente género está hermanado con Cissopis, el par formado por ambos con Stephanophorus, y este clado con Paroaria.

### Subespecies
Según la clasificación del Congreso Ornitológico Internacional (IOC) se reconocen tres subespecies, con su correspondiente distribución geográfica;
- Schistochlamys ruficapillus capistrata (Wied, 1821) – este de Brasil desde el sur de Pará, sur de Maranhão, centro de Piauí, norte de Goiás y sur de Bahia (también este de Pernambuco y Alagoas) al sur hasta el centro de Minas Gerais.
- Schistochlamys ruficapillus sicki Pinto & Camargo, 1952) – este de Mato Grosso, en el centro oeste de Brasil.
- Schistochlamys ruficapillus ruficapillus (Vieillot, 1817) – este de Paraguay, noreste de Argentina (norte de Misiones) y sureste de Brasil (sur de Minas Gerais al este de Paraná).